# Balakovská jaderná elektrárna
Balakovská jaderná elektrárna (rusky Атомная Электростанция Балаково, nebo také Балаковская АЭС) je ruská jaderná elektrárna, nacházející se poblíž města Balakovo v Saratovské oblasti.

## Historie a technické informace

### Počátky
V 70. letech 20. století se Povolží rychle rozvíjelo, a proto bylo potřeba postavit jadernou elektrárnu k překlenutí nedostatku energie. Pod názvem projektu Povolžská jaderná elektrárna institut Teploelektroprojekt provedl průzkum, který odhalil, že z hlediska hydrologických, seismických a meteorologických faktorů je nejvhodnější lokalita střední Povolží. Usnesením ministerstva energetiky ze dne 13. ledna 1977 byla jako přibližná lokalita pro novou jadernou elektrárnu vybrána Saratovská oblast. Po prohlídce lokality bylo vybráno jako místo pro jadernou elektrárnu lokalita Natalino na levém břehu Volhy poblíž dnešního města Balakovo. 26. března toto rozhodnutí potvrdilo vedení Saratovské oblasti a 12. března 1977 schváleno ministerstvem energetiky a elektrifikace. 
Plány byly založeny na unifikovaném typu elektrárny s reaktory VVER-1000/320 s celkovým instalovaným výkonem 4000 MW se čtyřmi bloky s pozdějším rozšířením na 6000 MW, což odpovídá 6 blokům. Kromě vhodnosti byla lokalita vybrána také strategicky, protože v 70. letech 20. století byl region kolem Balakova druhou největší aglomerací v Saratovské oblasti a podle toho se měl i v následujících letech rozvíjet. Již před výstavbou jaderné elektrárny bylo město sídlem mnoha větších průmyslových odvětví z oblasti nerostného a těžkého průmyslu.

### První fáze
Ministerstvo energetiky a elektrifikace Svazu sovětských socialistických republik pověřilo 1. srpna 1977 projektem elektrárny institut Teploelektroprojekt. V Balakově byl 26. října 1977 slavnostně otevřen stavební úřad pro jadernou elektrárnu a 15. listopadu byl jmenován ředitel stavby. Základní kámen závodu byl položen 28. října a výstavba lokality mohla začít. Název elektrárny byl také oficiálně změněn na Balakovskou jadernou elektrárnu. Zakázku na stavbu závodu obdržel Saratovgesstroj, subdodavateli byli Gidroelektromontash, Volgoenergomontash, Spetsgidroenergomontash, Gidromontash, Voldopromventiljatsija a další podniky z celého Sovětského svazu. Zakázku na výrobu reaktorů obdržel závod Ischora v Leningradě, turbíny byly vyrobeny v Charkově a generátory také v Leningradě. 8. října 1979 byla Teploelektroprojektem zhotovena technická dokumentace jaderné elektrárny a mohla být zaslána Ministerstvu energetiky a elektrifikace. Tím byly schváleny plány první fáze se čtyřmi reaktory, každý o výkonu 1000 MW a také potřebný rozpočet na stavbu elektrárny.

### Výstavba první fáze
Vlastní stavba prvního bloku byla zahájena 1. prosince 1980, druhý blok následoval 1. srpna 1981. Kvůli nedostatkům dodávek stavebního materiálu docházelo ke zpožděním, proto mohla často pracovat pouze jedna směna namísto tří. Důvodem zpoždění byla dodávka dílů prostřednictvím lodní dopravy přes Volhu, která byla příliš pomalá, nebo dorazila s nesprávnými materiály. Protože však plán musel být splněn, byly některé díly instalovány provizorně a bylo při montáži porušeno mnoho technologických postupů. Tento postup byl silně kritizován stavebním inženýrem Nikolajem P. Derkachem. Kritizoval také horší kvalitu trubek, které podstoupily ultrazvukové testy, nebo byly již poškozené a pouhým okem nepoužitelné.

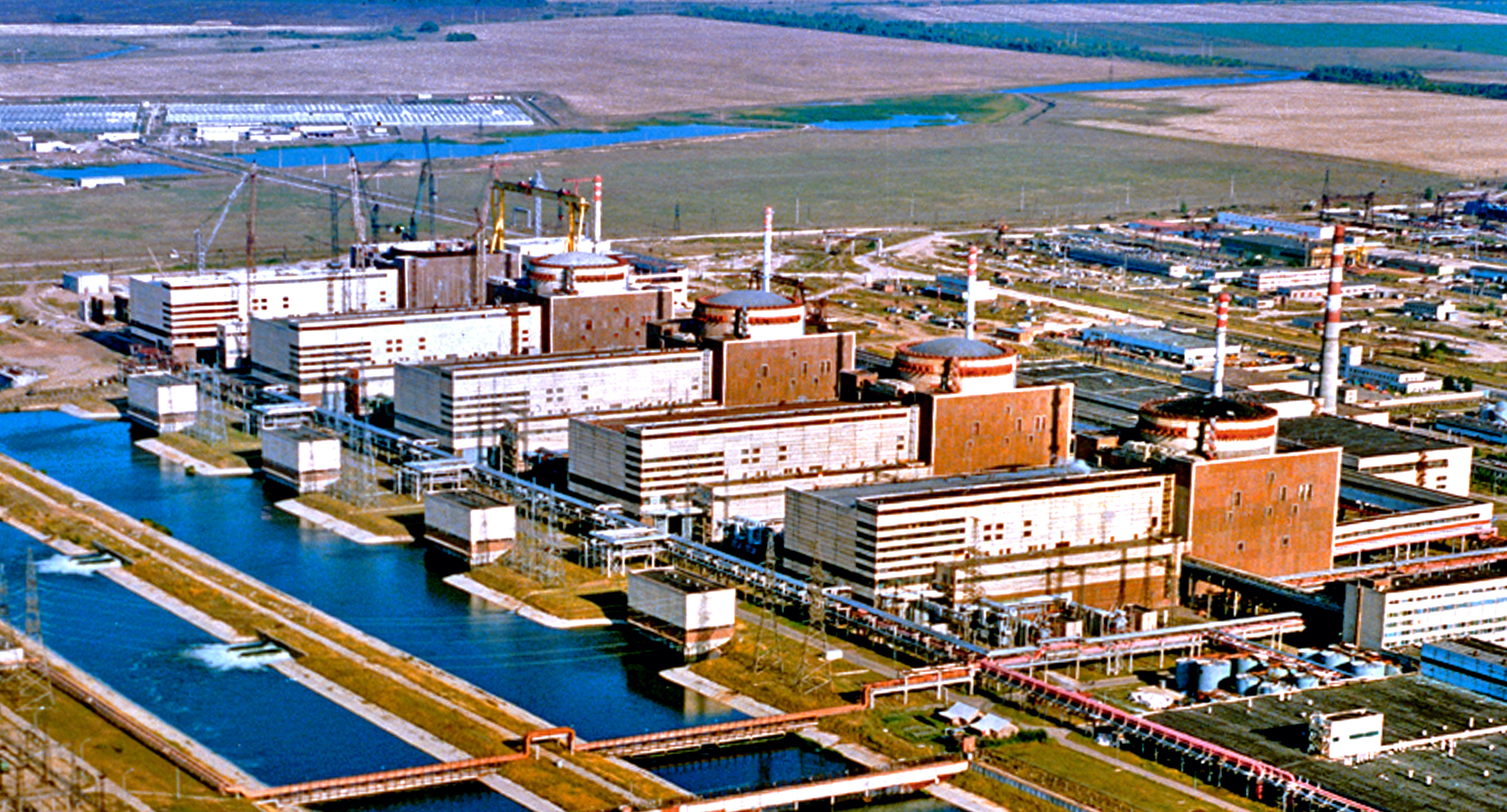
Panoramatický pohled na elektrárnu

1. listopadu 1982 se konečně začal stavět třetí blok a 1. dubna 1984 následoval blok č. 4. Ke zvednutí těžkých komponent, zvláště pak tlakové nádoby reaktoru o hmotnosti 330 tun byl použit speciální a unikátní portálový jeřáb s nosností 380 tun. 76 metrů vysoký jeřáb byl navržen v Charkově a dodán na místo v srpnu 1984. Ve většině ostatních identických jaderných elektráren byl ale použit výkonnější dánský jeřáb Krøll K-10000.
V roce 1986 bylo staveniště silně kritizováno sovětskými médii za to, že veškeré montážní práce nabraly zpoždění. Důvodem byly chyby, které bylo nutné dodatečně napravit. Například otvory pro dveře ve spodních patrech reaktorové budovy byly vysoké pouze 160 centimetrů, což bylo příliš málo pro instalaci rámů dveří. Mezi dělníky byla proto elektrárna posměšně prezentována jako jaderná elektrárna pro trpaslíky. Přestože tyto chyby vznikly již při pracích ve spodních patrech, s opravami se začalo až po letech těsně před uvedením bloku do provozu. Stejně tak základy bloků sedaly nezvykle moc. To bylo kompenzováno použitím těžkých olověných plátů na střechách budov, které byly po dokončení budov odstraněny. Tento způsob je unikátní a dosud byl použit pouze v Balakovu. 

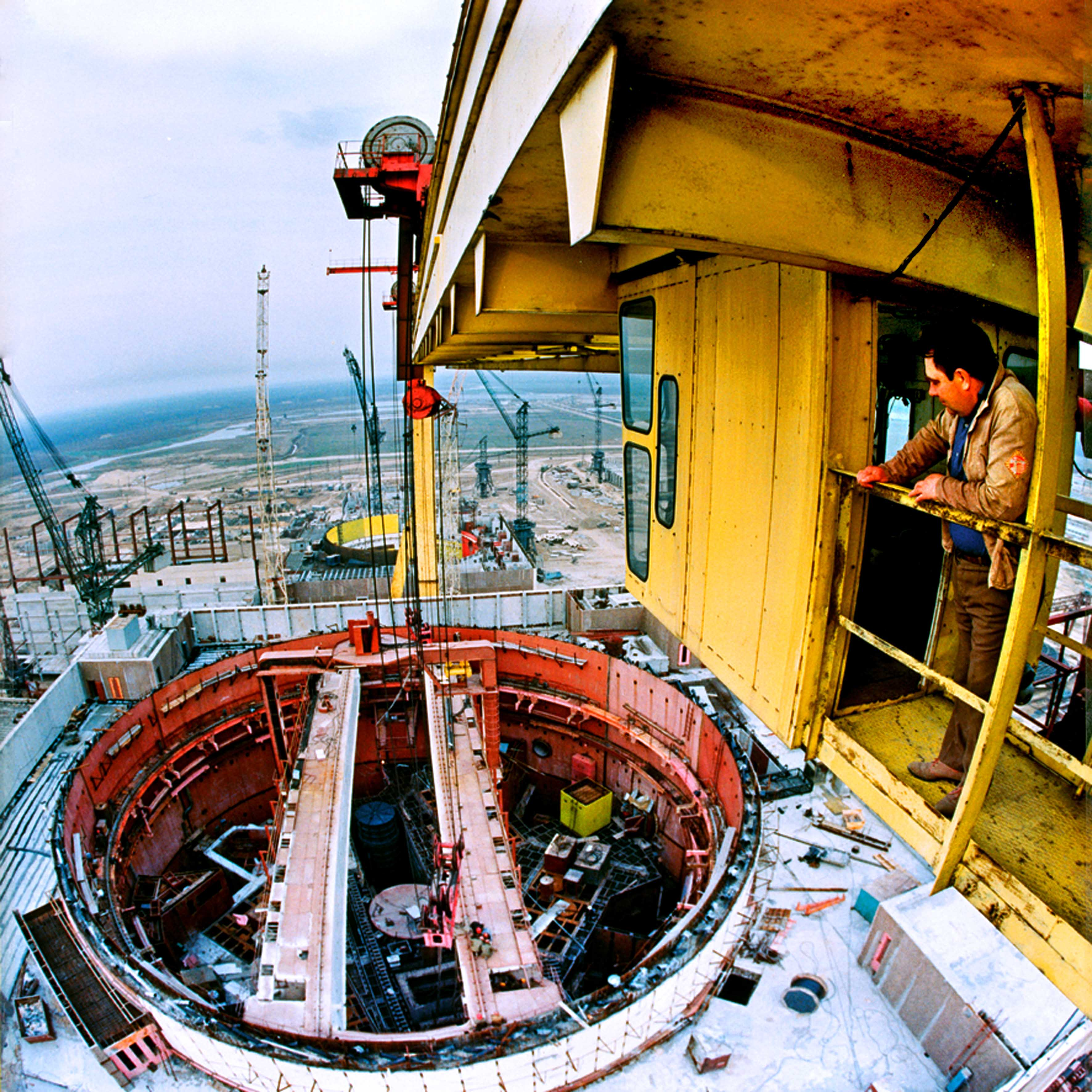
Výstavba 4. bloku elektrárny

Po černobylské katastrofě v dubnu 1986 vznikl v síti deficit 4000 MW. Stavební dělníci z tamního pátého a šestého bloku byly převedeni především do Chmelnycké jaderné elektrárny a další do jiných elektráren s reaktory VVER, ve kterých byly rozestavěné reaktory těsně před dokončením, aby byly práce urychleny. Pracovníci z Černobylu přišli také do Balakova, aby pomohly urychlit výstavbu i tam. Kvůli problémům s financováním došlo však k několika zpožděním dodávek, takže tlakové nádoby pro třetí až šestý blok byly vyrobeny a dodány pozdě.
Po velkých protestech proti elektrárně v letech 1989 a 1990 byla výstavba čtvrtého bloku spolu s pátým a šestým blokem v listopadu 1990 zastavena. Po rozpadu Sovětského svazu a s propadem ekonomiky se nástupnický stát, Ruská federace, v prosinci 1992 rozhodl dokončit čtvrtý blok do konce roku 1993. K dokončení bloku stačil pouhý měsíc a práce proto byly obnoveny v lednu 1993.

### Spuštění první fáze

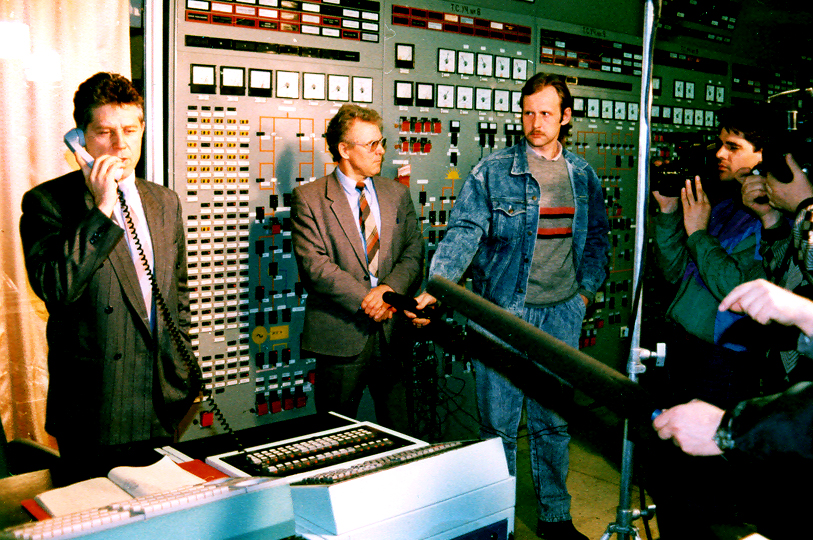
Spouštění 4. bloku v roce 1993

28. prosince 1985 byl první blok poprvé připojen k síti. Během zkušebního provozu bloku však praskl vypouštěcí ventil a při jedné z nejhorších havárií v sovětských jaderných elektrárnách zahynulo 14 lidí. Důvodem, proč dělníci zemřeli, byla unikající pára, která je opařila. Dále nebyl personál dostatečně proškolen, proto kvůli nervozitě a spěchu chyboval. Vinu za havárii nesl hlavní inženýr Taras Grigorievič Plochoj, který byl na doporučení ředitele jaderné elektrárny Černobyl, Viktora Brjuchanova převelen do Balakova jako hlavní inženýr. Plochoj však neměl zkušenosti se systémy typu VVER a jejich technologickou strukturou. 23. května 1986 byl blok uveden do pravidelného provozu. Mezi 4. a 14. zářím 1986 se mimo jiné v Balakovu poprvé uskutečnila mise MAAE. 8. října 1987 byl druhý blok poprvé synchronizován s elektrickou sítí a 18. ledna 1988 byl uveden do komerčního provozu. 25. prosince 1988 následovalo zprovoznění třetího bloku, který od 8. dubna 1989 pracuje v komerčním režimu. Přestože byly bloky nejmodernější v Sovětském svazu, vykazovaly slabiny v operačním řízení a problémy s automatickými řídicími systémy, které stále více vedly k drobným poruchám. Provoz bloků však byl na sovětské standardy stále výrazně nadprůměrný.
V roce 1990, stejně jako v jiných elektrárnách s reaktory VVER, narůstaly problémy s netěsnými parogenerátory. V důsledku toho bylo nutné je opravit. Po rozpadu Sovětského svazu byly uzavřeny dohody se západními zeměmi o modernizaci reaktorů na západní standardy, které byly realizovány do roku 1995. Mezitím, 11. dubna 1993, byl čtvrtý blok spuštěn jako první reaktor v Rusku po rozpadu Sovětského svazu. 22. prosince byl blok uveden do komerčního provozu. V důsledku hospodářské krize po vzniku samostatného státu však byla jaderná elektrárna v katastrofální finanční situaci, v důsledku čehož v roce 1994 nový čtvrtý blok zůstal několik měsíců nečinný kvůli nedostatku peněz na palivo, což bylo v globálním měřítku vůbec poprvé, kdy k podobné situaci došlo.
Bezpečnost v této souvislosti nepřicházela příliš v úvahu, neboť do této oblasti byly investovány především peníze ze Západu. Balakovská elektrárna byla ruská modelová elektrárna pro modernizaci jaderných elektráren VVER-1000/320. Vedení modernizace se ujala německá společnost Siemens.
Od prosince 2009 běží druhý blok jaderné elektrárny na 102 % výkonu v rámci programu zvýšení výkonu jednotlivých reaktorů téže unifikované stavební řady. Zkušenosti ukazují, že tyto bloky mohou v budoucnu běžet na 107 až 110 % výkonu. V budoucnu jsou možné strukturální změny s vylepšenými turbínami a generátory.

### Druhá fáze
Druhá etapa rozšíření počítala s rozšířením elektrárny na výkon 6000 MW, čehož mělo být dosaženo přidáním dalších dvou analogických jaderných reaktorů o výkonu 1000 MW. Bloky by měly plynule navazovat na první fázi výstavby, jako jaderná elektrárna v Záporoží na Ukrajině.

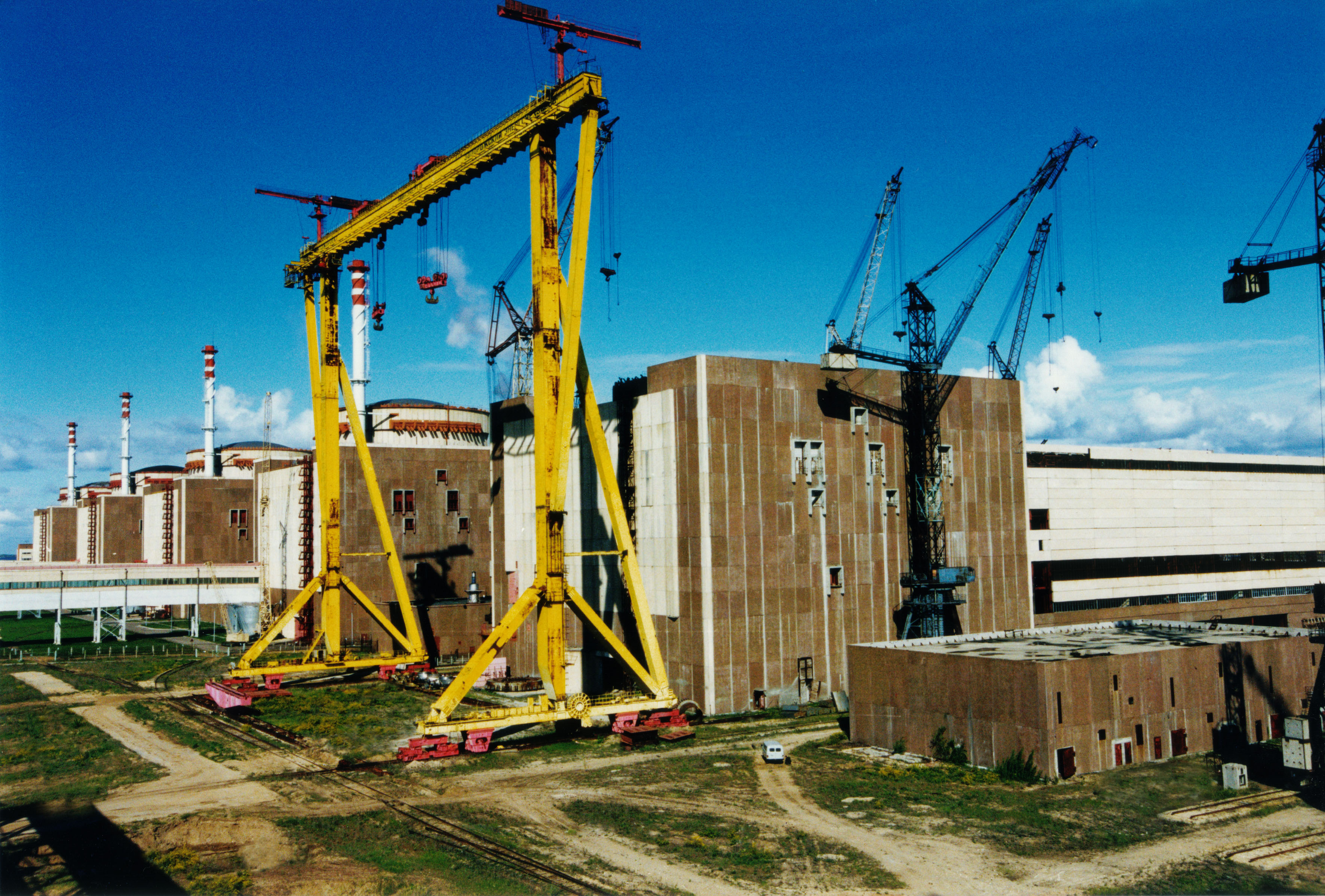
5. blok elektrárny

### Výstavba druhé fáze
Stavba 5. bloku byla zahájena 1. dubna 1987 a 6. bloku 1. května 1988. Po havárii v Černobylu však došlo nesouhlasu veřejnosti s oběma novými bloky, a proto 24. července 1989 zpočátku 250 lidí demonstrovalo v Balakově proti dvěma dalším reaktorům. Tyto protesty organizovali a vedli místní Zelení. Existovala však dodatečná podpora od nezávislých „odborníků“. K největšímu protestu došlo 2. července 1990, kdy do ulic vyšlo 1500 lidí. V listopadu 1990 byla výstavba bloků na nátlak místní správy zastavena. Po rozpadu Sovětského svazu byly práce na bloku 6 oficiálně zastaveny v roce 1993. Práce na pátém bloku však měly pokračovat a připojení bloku k síti se očekávalo v roce 1998. Vzhledem k finanční situaci bylo uvedení do provozu v roce 1998 odloženo až na rok 2005. Pokud by to finanční situace dovolila, měly být v roce 2006 obnoveny práce na šestém bloku.

### Změna projektu

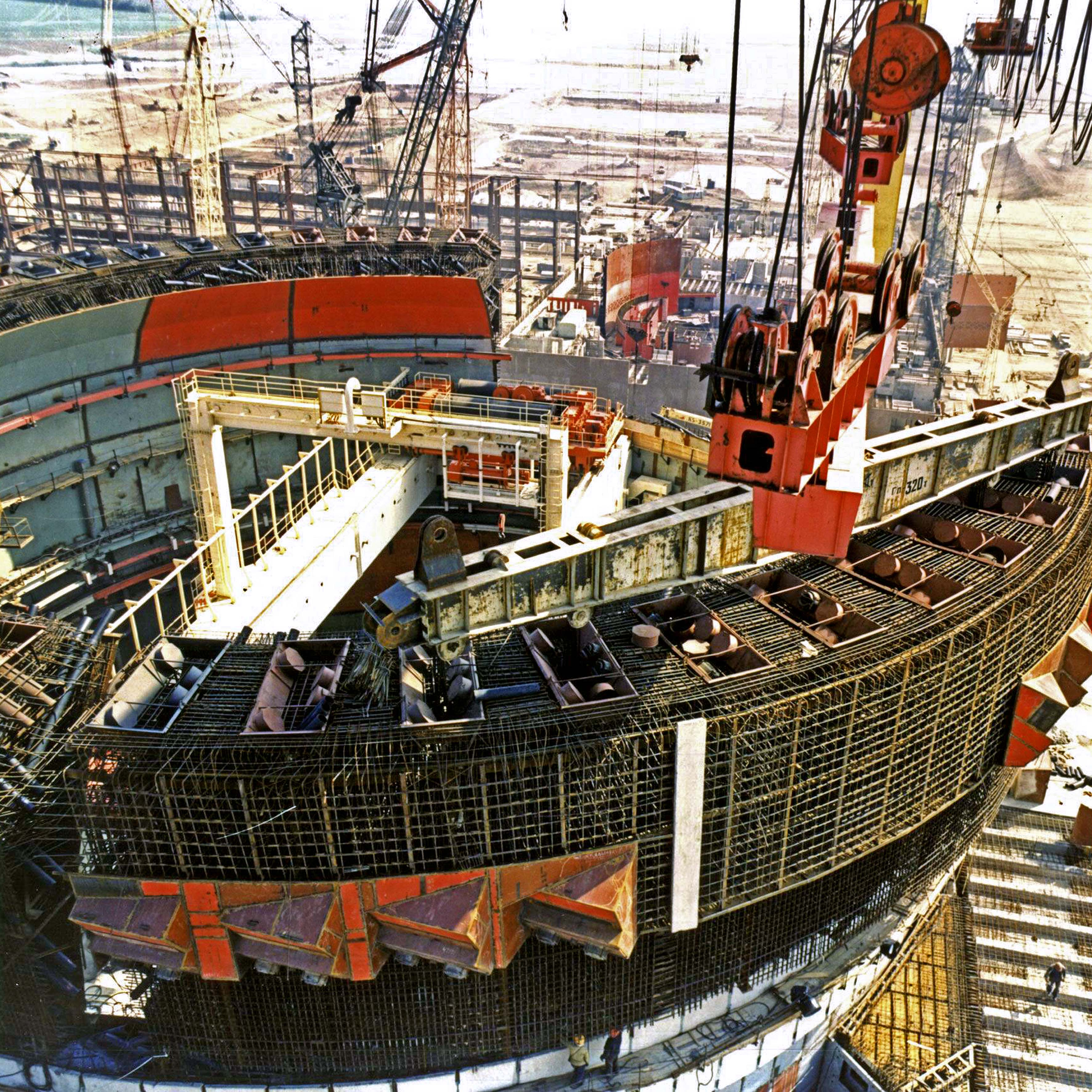
Výstavba reaktoru elektrárny

Ve spolupráci se společnostmi Siemens a Framatome provedl Gidropress další vývoj reaktoru VVER-1000/320 související s bezpečností. Výsledkem bylo, že upravená verze VVER-1000/392B pod názvem AES-U87/92 vyvinutá na základě VVER-1000/320 a VVER-1000/392 byla do roku 1996 navržena pro použití v pátém a šestém bloku. Oproti standardní verzi mají tyto reaktory delší životnost a pasivní bezpečnostní systémy, které dodávají reaktorům technické parametry třetí generace. Druhou stranou mince však bylo, že cena za dokončení pátého bloku byla dvě miliardy dolarů, což bylo pro tehdejší ekonomiku nemyslitelné. V roce 1998 byl odhad revidován a snížen na 1,1 miliardy dolarů. Kvůli vypršení dvacetileté stavební licence pátého bloku jaderné elektrárny Balakovo byla formálně výstavba zastavena až 30. června 2007. Samotná druhá fáze tedy při rozšiřování kapacity elektrárny měla spíše nízkou prioritu. 
V říjnu 2007 oznámil největší světový výrobce hliníku RUSAL plány na vybudování největší světové hliníkárny v Saratovské oblasti. Vzhledem k tomu, že tavení hliníku je energeticky velmi náročné, RUSAL požádal Rosatom o dokončení dvou bloků pro zásobování závodu. Náklady na stavbu chtěl nést sám RUSAL. Důvodem, proč se výrobce hliníku rozhodl pro jaderné elektrárny, je energetická náročnost hliníkárny, která měla být přibližně 14 terawatthodin ročně, což je ještě o něco více, než dokážou oba reaktory vyrobit za rok. Poté, co Rosatom na tyto plány neodpověděl, RUSAL vytvořil plány na druhou jadernou elektrárnu, označenou jako Balakovská jaderná elektrárna II, hned vedle stávající jaderné elektrárny v hutním areálu, jejíž výstavba měla začít v roce 2011. Vhodné místo pro elektrárnu již bylo identifikováno. RUSAL následně podepsal dohodu, že pokud Rosatom bude souhlasit s výstavbou bloků, stavba začne okamžitě. 
Na konci roku 2020 Guvernér Saratovské oblasti oznámil, že se v blízké budoucnosti chystá spuštění nového reaktoru.
V září 2022 bylo na ruské sociální síti Vkontakte oznámeno, že bloky 5 a 6 budou rozebrány.

## Informace o reaktorech
| Reaktor    | Typ reaktoru  | Výkon  | Výkon   | Zahájení výstavby | Připojení k síti                    | Uvedení do provozu                  | Uzavření                            |
| Reaktor    | Typ reaktoru  | Čistý  | Hrubý   | Zahájení výstavby | Připojení k síti                    | Uvedení do provozu                  | Uzavření                            |
| ---------- | ------------- | ------ | ------- | ----------------- | ----------------------------------- | ----------------------------------- | ----------------------------------- |
| Balakovo-1 | VVER-1000/320 | 950 MW | 1000 MW | 1. 12. 1980       | 28. 12. 1985                        | 23. 5. 1986                         | 2046                                |
| Balakovo-2 | VVER-1000/320 | 950 MW | 1000 MW | 1. 8. 1981        | 10. 8. 1987                         | 18. 1. 1988                         | 2048                                |
| Balakovo-3 | VVER-1000/320 | 950 MW | 1000 MW | 11. 1. 1982       | 25. 12. 1988                        | 8. 8. 1989                          | 2049                                |
| Balakovo-4 | VVER-1000/320 | 950 MW | 1000 MW | 1. 4. 1984        | 4. 11. 1993                         | 22. 12. 1993                        | 2053                                |
| Balakovo-5 | VVER-1000/320 | 950 MW | 1000 MW | 1. 4. 1987        | Výstavba zastavena v roce 2007      | Výstavba zastavena v roce 2007      | Výstavba zastavena v roce 2007      |
| Balakovo-6 | VVER-1000/320 | 950 MW | 1000 MW | 5. 1. 1988        | Výstavba zastavena 1. prosince 1993 | Výstavba zastavena 1. prosince 1993 | Výstavba zastavena 1. prosince 1993 |

### Stav nedokončených bloků

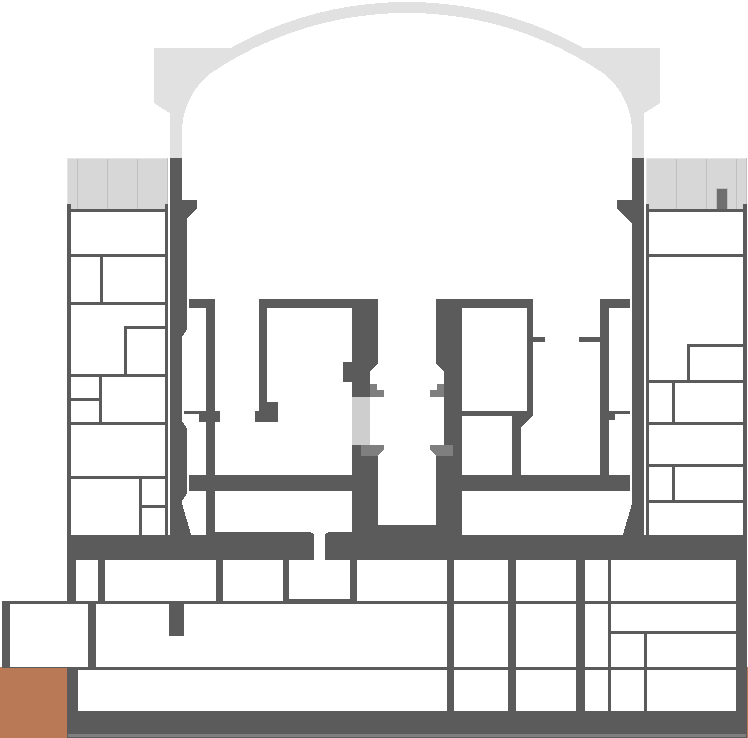
Stav 5. bloku
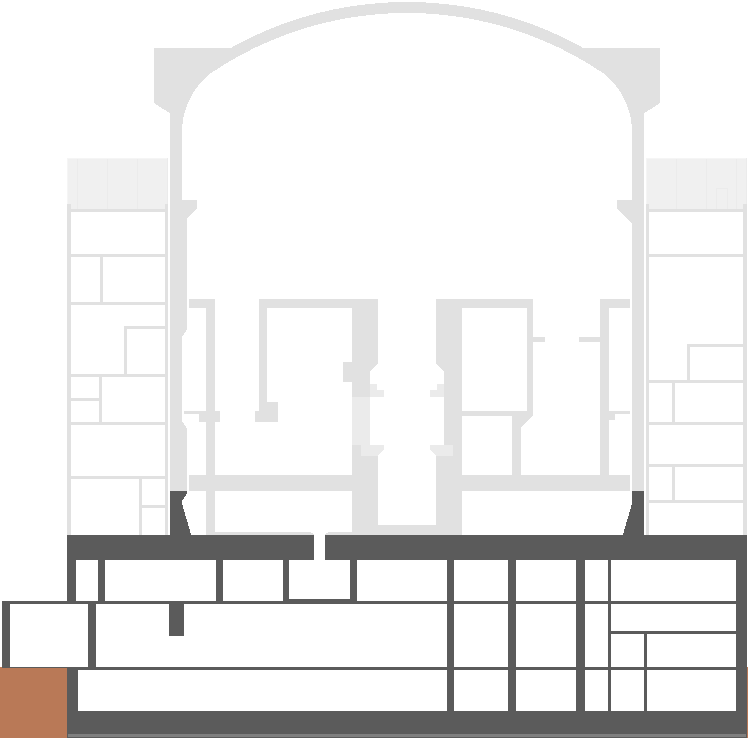
Stav 6. bloku